# Список англійських слів українського походження
Англійські слова українського походження — це слова англійської мови, запозичені або похідні від української мови. Деякі з них могли увійти в англійську через російську, польську чи ідиш. Можливо, вони виникли іншими мовами, але використовуються для опису понять, пов’язаних з Україною .  Деякі з них є діалектами, які вживаються в англомовних місцях зі значною українською діаспорою, особливо в Канаді, але всі вони увійшли до загальної лексики англійської мови.
Деякі слова, такі як князь, простежуються ще за часів Київської Русі.
- Babka (укр. ба́бка), солодкий великодній хліб (споріднений з французькою baba au rhum )
- Bandura (укр. банду́ра), струнний інструмент
- Chumak (укр. чума́к), клас купців і торговців з території сучасної України.
- Hetman (укр. ге́тьман), козацький полководець
- Holubtsi(канадська англійська), (укр. голубці́ holubtsi, множина від голубе́ць holubets ' ), голубці
- Hopak (укр. гопа́к), жвавий традиційний танець
- Horilka(укр. горілка) — український алкогольний напій.
- Kovbasa  (канадська англійська, від українського Ковбаса Ковбаса), часник ковбаси.
- Oseledets », стрижка, схожа на ту, яку носили українські козаки (чуб).
- Paska (укр. паска), прикрашений великодній хліб, також паска або Пашка, багатий десерт з сирним сиром і сухофруктами
- Pyrih (укр. пирі́г), пиріг, який може мати як солодку, так і солону начинку
- Pyrizhky(укр. пиріжки́, множина від пиріжо́к pyrizhok, зменшувальна від пирі́г pyrih ), загальне слово для індивідуальних випечених або смажених булочок, начинених різноманітними начинками.
- Pyrohy(укр. пироги, множина від піріга pyrih), вареники або кондитерські вироби (із Західної України, де воно є синонімом вареників). Також перогі
- Pysanka (укр. пи́санка), прикрашена писанка
- Varenyky(укр. вареники , множина від вареник), варені пельмені з різними начинками, такі як картопля, вишня, полуниця, м'ясо і т.д.

## Англійські слова з України

### Кухня
Borsch (укр. борщ), суп з буряка, також вживається у виразі «дешевий, як борщ».
Kasha (укр. ка́ша), каша.
Paska  (укр. па́ска, «Великдень» = «пасха»). Насичений український десерт із м’якого сиру, сухофруктів, горіхів та прянощів, який традиційно їдять на Великдень .
Syrniki , а іноді іsirniki ( на українському мовою : Сирники syrnyky з сир Syr, спочатку м'який білий сир в слов'янських мовах). Смажені сирні млинці, прикрашені сметаною, джемом, медом або яблучним соусом.

### Етнічні
Boyko або Boiko (укр. бо́йко), самобутня група українських горян або горян Карпатського нагір’я.
Cossack(укр. коза́к kozak, а рос. каза́к kazak ), волелюбний вершник степів.
Hutsul (укр. гуцу́л), етнокультурна група, яка протягом століть населяла Карпати .
Lemko(укр. ле́мко), самобутня група українських горян або горян Карпатського нагір’я.
Rusyn (укр. руси́н), етнічна група українців . Самоназва жителів середньовічних держав, попередників України: Русь [Київ], Королівство Русь, Князівство Руське у складі Великого князівства Литовського; старовинна самоназва українців
Verkhovynets  (укр. верховинець), самобутня група українських горян або горян Карпатського нагір’я.

### Політичний
Banderist (укр. банде́рівець), член Організації Українських Націоналістів або Української Повстанської Армії .
Boyar (укр. однина боя́рин boyaryn, множина boyary - боя́ри  ), представник вищого рангу феодальної російської, болгарської, румунської та української аристократії, поступаючись лише правлячим князям, з 10 по 17 століття. Багато з них очолювали цивільні та військові адміністрації у своїй країні.
Rukh (укр. Рух; рух), українська правоцентристська політична партія Народний Рух України .
Sich (укр. січ), адміністративний і військовий центр козацтва.
Verkhovna Rada (укр. Верхо́вна Ра́да), український парламент.

### Інше
Глей  (укр. глей) — липкий глинистий ґрунт або шар ґрунту, що утворився під поверхнею деяких заболочених ґрунтів. Українська глея глиниста земля; схоже на давньоанглійську clǣg clay.
Hryvnia або іноді hryvnya (укр. гри́вня), національна валюта України з 1996 року.
Hucul або hutsul (укр. гуцульський кінь, гуцулик або гуцул), поні або дрібна порода коней родом із Карпат .
Karbovanets (укр. карбо́ванець), українська грошова одиниця в 1917-1920, 1942-1945 та в 1992-1996 роках.
Khorovod (укр. хорово́д), слов’янський вид мистецтва, що складається з поєднання хорового танцю та хорового співу, подібний до хореї Стародавньої Греції.
Kniaz (укр. князь) етимологічно пов'язане з англійським словом king від давньоанглійського cyning, що означає «плем'я», пов'язане з німецьким König та скандинавським konung, ймовірно, рано запозиченим з протогерманського Kuningaz, форми, також запозиченої фінською та естонською «Кунінгас»; титул і функції князя, однак, відповідали, хоча й не точніше, більше князю чи герцогу ), титулу, наданому представникам української знаті, що виникла під час династії Рюриковичів .
Kurgan(укр. курга́н « курган »), тип курганного могильника, знайдений у Східній Європі та Центральній Азії.
Naftohaz або Нафтогаз (укр. Нафтогаз), національна нафтогазова компанія України, буквально «Нафта і газ».
Steppe  (укр. степ) — одне з найбільших, зазвичай, безлісних урочищ у південно-східній Європі чи Азії. Це слово, ймовірно, походить з французької, де раніше воно було взято з польської, де, як стверджують, походить з української.
Surzhyk (укр. су́ржик; рос. су́ржик) — змішаний  соціолект української та російської мов, що вживається в окремих регіонах України та суміжних землях.
Tachanka(укр. тача́нка), кінно-кулеметна платформа.

## Дивись також
- Канадська українська, діаспорний варіант або діалект української мови
- Список слів російського походження, багато з яких також зустрічаються в українській мові або є близькоспорідненими
- Список англійських слів їдишського походження, деякі з яких походять зі слов'янських мов, зокрема української
- Списки англійських слів міжнародного походження